# Charlcombe
 (janvier 2017).
Charlcombe est une paroisse civile et un petit village situé au nord de Bath dans le Somerset en Angleterre. Sa population est de 422 habitants et comprend les villages de Woolley et de Langridge. La vallée de Wooley fait l'objet d'une campagne de sauvegarde, la SWAG (Save Woolley Valley Campaign) présidée par Robert Craven,.

## Histoire
Charlcombe est mentionné dans le Domesday Book de 1086 sous le nom de Cerlecume, ce qui signifie en vieil anglais « vallée des ceorls » (hommes libres ou paysans).
En 1848 le comptait 84 habitants pour une superficie de 523 acres.

## Édifices religieux
L'église principale, dédiée à sainte Marie est construite en pierre et date du XIIe siècle. Elle aurait été à une certaine époque l'église paroissiale de la ville de Bath. C'est un bâtiment classé de grade II *. Selon une croyance locale, il y aurait aussi une source sacrée dans les fondations. Selon la tradition, elle était autrefois l'église mère de Bath, et recevait tous les ans un tribut d'une livre de poivre de l'abbaye de cette ville.
L'ếglise de tous les Saints de Woolley date de 1761 et a été construite par John Wood, le Jeune. Elle est classée Grade I.
À Langridge, l'église de Sainte Marie-Madeleine date du XIIe siècle et a été également désignée par l'English Heritage comme monument classé de Grade I.

## Grenouilles et crapauds
Chaque année, en février et mars, Charlcombe Lane est fermé par le conseil municipal pour permettre aux grenouilles et aux crapauds de traverser la route en sécurité. Pendant cette période, les riverains et les volontaires sortent au crépuscule, au moment du plus fort passage des animaux, les récoltent dans des seaux et les déposent de l'autre côté de la route, pour qu'ils puissent poursuivre leur voyage de façon sûre jusqu'à un lac situé dans la vallée de Charlcombe sur un affluent du Lam brook,.

## Lien avec des personnalités littéraires britanniques
Le village de Charlcombe est mentionné dans la correspondance de Jane Austen comme « joliment situé dans un vallon verdoyant, comme il sied à un village portant un tel nom » (« sweetly situated in a little green valley, as a village with such a name ought to be »). C'est à Charlcombe que le romancier Henry Fielding se marie secrètement, en 1734, avec Charlotte Craddock de Salisbury, qui a servi de modèle à Sophia Western, l'héroïne de son chef-d'œuvre Tom Jones.